# Zygiella x-notata
Zygiella x-notata (Clerck, 1757) è un ragno appartenente alla famiglia Araneidae.

## Etimologia
Il nome della specie deriva dal latino notatus, cioè marcato, denotato ad indicare i disegni presenti ai lati dell'opistosoma che ricordano molto la lettera x.

## Distribuzione
La specie è stata rinvenuta in diverse località della regione olartica e di quella neotropicale.

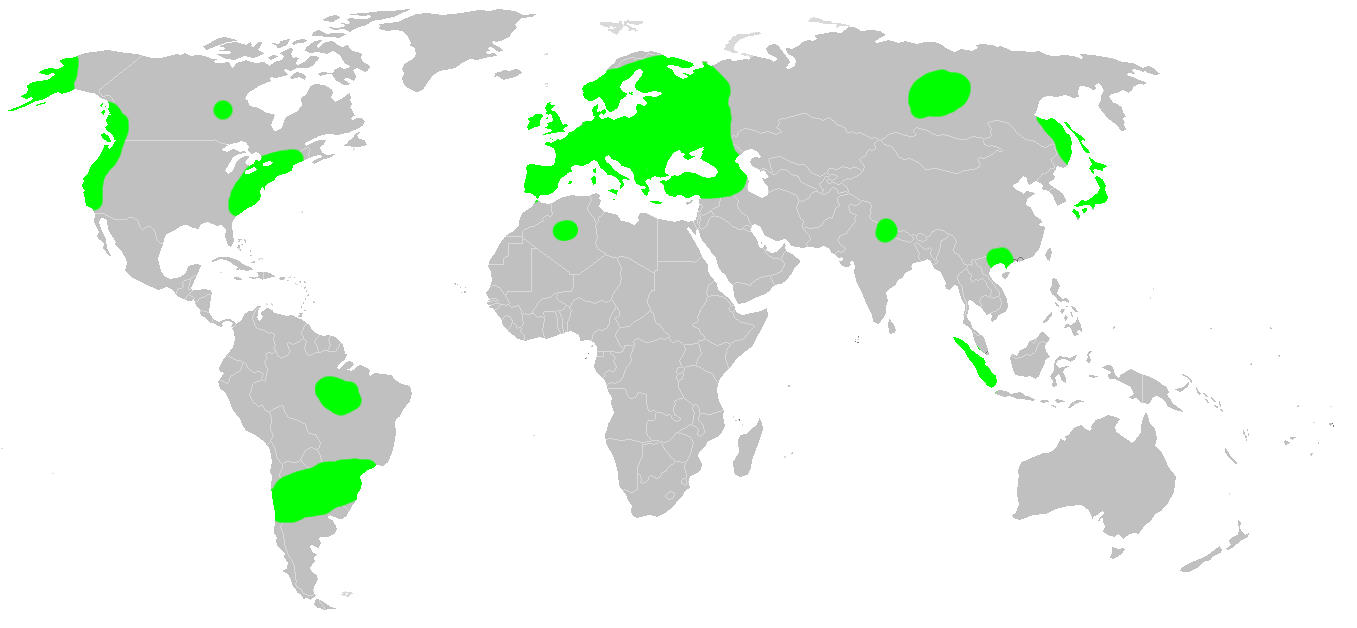
Zygiella x-notata, distribuzione

## Tassonomia
Non sono stati esaminati esemplari di questa specie dal 2011
Attualmente, a dicembre 2013, sono note due sottospecie:
- Zygiella x-notata chelata (Franganillo, 1909) - Portogallo
- Zygiella x-notata percechelata (Franganillo, 1909) - Portogallo

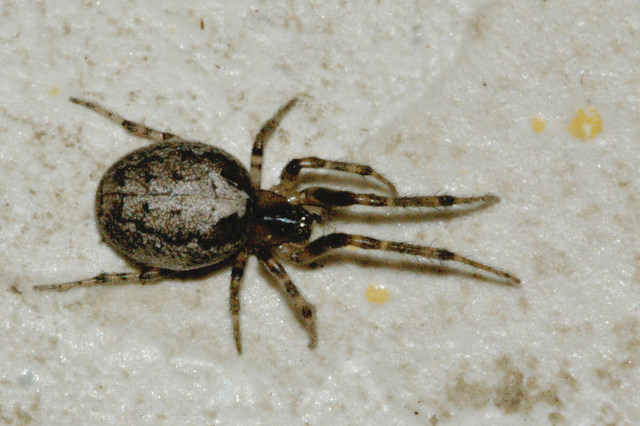
Zygiella x-notata, femmina